# Chlorotalidon
Chlorotalidon, chlortalidon (łac. Chlortalidonum) – lek moczopędny o działaniu podobnym do tiazydów. Jest pochodną sulfonamidową.

## Działanie
Mechanizm działania i wskazania są identyczne jak dla hydrochlorotiazydu. Hamuje wchłanianie zwrotne sodu w dystalnych cewkach nerkowych, zwiększając w ten sposób wydalanie wody, sodu, i chloru. Zwiększa także wydalanie z moczem potasu i magnezu. Zmniejsza wydalanie wapnia.

### Farmakokinetyka
Dobrze wchłania się z układu pokarmowego. Działanie hipotensyjne pojawia się już po 2 godzinach, osiąga maksimum po 12 godzinach. Czas działania chlorotalidonu wynosi od 48 do 72 godzin.

### Interakcje
Inne leki przeciwnadciśnieniowe mogą nasilić działanie chlorotalidonu. Takie samo działanie mogą mieć barbiturany i leki psychotropowe.

## Zastosowanie
Znajduje zastosowanie w obrzękach idiopatycznych, niewydolności krążenia, niewydolności wątroby i nerek, nadciśnieniu tętniczym, moczówce prostej.
Chlorotalidon może nasilić toksyczne działanie glikozydów naparstnicy.

### Przeciwwskazania
Nie wolno stosować chlorotalidonu w ciężkiej niewydolności nerek oraz ostrym kłębuszkowym zapaleniu nerek.
Nie wolno stosować leku również przy nadwrażliwości na sulfonamidy.

## Działanie niepożądane
Powodować może niedociśnienie, bóle i zawroty głowy, kołatania serca. Może wywoływać zaburzenia elektrolitowe.

## Dostępne preparaty
- Hydro-Long-Tablinen
- Hygroton
- Odemo-Genat